# Sol sustenido

Sol sustenido (Sol♯ na notação europeia e G♯ na americana) é uma nota musical um semitom acima de sol e uma abaixo de lá. É, pois, enarmônica da nota lá bemol.

## Altura
No temperamento igual, o sol sustenido que fica logo acima do dó central do piano (G♯4) tem a freqüência aproximada de 416 Hz. Tem o seu enarmônico, A♭.